# Kurdische Revolutionäre Hisbollah
Die Kurdische Revolutionäre Hisbollah (Kurdisch: Hizbullahi Kurdi Shorishger) ist eine irakisch-kurdische islamistische Splittergruppe der Hisbollah und des Obersten Islamischen Rates im Irak.
Die Revolutionäre Hisbollah wurde 1988 von Adham Barzani gegründet, einem Cousin von Masud Barzani.
Logistisch unterstützt und finanziert wird die Revolutionäre Hisbollah von Iran aus. Der Vorstandsvorsitzende der Revolutionären Hisbollah Adham Barzani ist der einzige Vertreter seiner Organisation im Parlament der Autonomen Region Kurdistans.